# Squalius lucumonis
Squalius lucumonis е вид лъчеперка от семейство Шаранови (Cyprinidae). Видът е застрашен от изчезване.

## Разпространение
Разпространен е в Италия.

## Описание
На дължина достигат до 16 cm.
Популацията на вида е намаляваща.